# TOKYO (YUIの曲)
「TOKYO」（トウキョウ）は、日本のシンガーソングライター・YUIのメジャー4作目（通算5作目）のシングル。

## 概要
- 前作「LIFE」から約2か月ぶりにして、アルバム『FROM ME TO YOU』からの先行シングル。
- 表題曲は初のノンタイアップとなった。
- オリコンチャート初登場15位を獲得。4作連続でトップ20入りを果たした。

## 収録曲
| #  | タイトル                          | 作詞 | 作曲  | 編曲         | ストリングスアレンジ | 時間 |
| -- | --------------------------------- | ---- | ----- | ------------ | -------------------- | ---- |
| 1. | 「TOKYO」                         | YUI  | COZZi | YUI、COZZi   | Ikoman、Mio Okamura  | 4:06 |
| 2. | 「HELP」                          | YUI  | YUI   | YUI          |                      | 3:33 |
| 3. | 「LIFE 〜YUI Acoustic Version〜」 | YUI  | YUI   | northa+、YUI |                      | 4:03 |
| 4. | 「TOKYO 〜Instrumental〜」        |      | COZZi | YUI、COZZi   | Ikoman、Mio Okamura  | 4:04 |

### 解説
1. TOKYO
2004年9月に福岡県から東京都に上京して初めて制作された楽曲で、発売前よりライブで未発表曲として披露していたがリスナーからの応募が殺到したため発売に至ったという[1][2]。
作曲は初の提供楽曲であるが、これはメジャーデビュー前に福岡と東京を行き来していた時期に、制作やレコーディングの合間に他のミュージシャンのデモ音源を聴く機会があり、その中のひとつにCOZZiの原曲があったという。それを聴いたYUIがノートにメモしていた上京したときの気持ちや感情が重なり、その場で詞を書き上げ、コードも簡素だったためスタジオに行きギターの弾き語りが録られた。そのため今作には前述の年月、17歳の時にレコーディングしたボーカルとギターで収録され歌い直しはされていない[1][2]。
2. HELP
初の単独で編曲まで手掛けた楽曲。『学園祭ツアー2005』の最中に書き下ろされ、学園祭で盛り上がれる楽曲をイメージして制作された[1]。
3. LIFE 〜YUI Acoustic Version〜
メジャー3rdシングルの表題曲の弾き語りアコースティックバージョン。
4. TOKYO 〜Instrumental〜
表題曲のインストゥルメンタルバージョン。

## 参加ミュージシャン
- YUI：Vocal & Chorus (#1〜3)、Guitar (全曲)

Support Musician
- COZZi：Guitar & Programming & Bass (#1,4)
- SHIGEZO：Programming (#2)
- 溝下創：Guitar (#2)
- Backy：Bass (#2)
- 菅野綱義：Drums (#2)
- Ikoman：Piano (#1,4)

## 収録アルバム
- FROM ME TO YOU (#1)
- MY SHORT STORIES (#2)
- ORANGE GARDEN POP (#1)
- 明日ノ行方 (#1)